# Velika Kruša
Pour les articles homonymes, voir Krusa (homonymie).
Krushë e Madhe en albanais et Velika Kruša en serbe latin (en serbe cyrillique : Велика Круша) est une localité du Kosovo située dans la commune/municipalité de Rahovec/Orahovac et dans le district de Prizren/Prizren. Selon le recensement de 2011, elle compte 4 473 habitants.
Selon le découpage administratif du Kosovo, la localité fait partie du district de Gjakovë/Đakovica.

## Histoire
Le 26 mars 1999, deux jours après que l'OTAN a commencé à bombarder la République fédérale de Yougoslavie, le village de Krushë e Madhe a été le théâtre d'un massacre au cours duquel plus de 200 civils d'origine albanaise ont été exécutés par les forces serbes.  

## Démographie

### Évolution historique de la population dans la localité
| 1948  | 1953  | 1961  | 1971  | 1981  | 1991  | 2011  |
| ----- | ----- | ----- | ----- | ----- | ----- | ----- |
| 1 235 | 1 412 | 1 730 | 2 460 | 3 376 | 2 299 | 4 311 |

|  |

### Répartition de la population par nationalités (2011)
En 2011, les Albanais représentaient 99,26 % de la population.

## Économie
Dans le village de Krushë e Madhe est présente la coopérative agricole KB Krusha, qui produit de l'ajvar. La coopérative a été fondée par Fahrije Hoti, veuve à la suite du massacre de 1999, emploie des femmes de personnes disparues pour leur garantir une indépendance financière. Le film La Ruche de Blerta Basholli raconte l'histoire de Fahrije Hoti et de la naissance de la coopérative.